# Poppoja
A Poppoja (magyar címe nincs, a 鉄道員 alakban írt japán cím eredeti olvasata: tecudóin, jelentése: vasutas; a filmben a poppoja szó is a vasutasok beceneve) egy 1999-ben bemutatott japán filmdráma Furuhata Jaszuo rendezésében. Az alkotás egy bezárásra ítélt, elhagyatott vasútállomáson dolgozó, nyugdíjazás előtt álló állomásfőnök munkájához és elhunyt családtagjaihoz fűződő érzelmeit mutatja be.
A mű többet is elnyert a Japán Filmakadémia díjai közül, győzött például a legjobb film kategóriában is.

## Cselekmény
|  | Alább a cselekmény részletei következnek! |

A film fő helyszíne az egykor virágzó, mára azonban elhagyatottá váló Horomai bányászváros vasútállomása, ahol Szató Otomacu állomásfőnök egész életét ledolgozta, méghozzá a lehető legnagyobb odaadással. A film idejére a települést alig lakja néhány idős ember, a ritkán beérkező, régi vonatokon pedig utas sem nagyon van, ezért egyre valószínűsödik a vonal bezárása és az állomás megszüntetése, igaz, Otomacu is közeledik ahhoz a korhatárhoz, ami fölött már a szabályok szerint be kell fejeznie vasutas pályafutását. Barátja, Szen ugyancsak most tölti be ezt az életkort, de amíg ő egy hotelben talált magának új munkát, addig Otomacu úgy gondolja, ő semmi mást nem tudna csinálni a vasutasságon kívül, ráadásul nemcsak munkájához, hanem szülőhelyéhez is kötődik. Itt vannak eltemetve rokonai: felesége, Sizue és csecsemő korában elhunyt kislánya, Jukiko is, sőt, egy sírkőre már az ő neve is fel van vésve előre.
Egyik nap Otomacu egy óvodás kislányt pillant meg az állomás havas peronján, akivel néhány szót beszélget is, ám a kislány, mielőtt elmenne, ott felejti a nála levő babát, amit Otomacu fel is vesz a talált tárgyak listájára. Egy másik napon Szen vonatra száll, és meglátogatja Otomacut, hogy elbeszélgessenek az állomásfőnök jövőjéről, ám ő továbbra is csak azt mondja, hogy nem tud mit csinálni, ha betölti a korhatárt. Italozni kezdenek, Szen pedig elalszik a földön, és ekkor újabb látogató érkezik: egy iskolás korú lány, aki nagyon hasonlít a nemrég látott kislányhoz: kiderül, hogy az ő nővére, és a babáért jött. Otomacu vele is beszélget egy kicsit, sőt, a lány még egy csókot is ad az idős állomásfőnöknek, majd hazamegy, de a babát, bár azért jött, mégis ott hagyja. Amikor Szen felébred, és Otomacu elmeséli neki, kételkedik abban, hogy ez az egész valóban megtörtént, és nem csak Otomacu álmodta.
A két barát beszélgetése közben egyébként visszaemlékezéseket láthatunk korábbi életükre, ekkor derül ki, hogy Otomacunak és feleségének 17 év alatt sem tudott gyermeke születni, de egy nap megtörtént a csoda, és Sizue várandós lett. A baba (egy kislány) azonban születése után nem sokkal megbetegszik, és hiába viszik kórházba (természetesen vonattal), meghal. Ezután örökbefogadnak egy bányabaleset miatt árván maradt fiút, aki felnőve Olaszországba utazik konyhaművészetet tanulni. Ahogy telik az idő, Sizue is egyre betegebb lesz, és egy nap ő is meghal a kórházban.
Visszatérve a jelenbe, eltelik még egy kis idő, és újabb látogató érkezik az állomásra: ezúttal egy nagylány, aki szintén az eddigi két lány nővérének mondja magát. Gyorsan összebarátkozik Otomacuval, még főz is neki, és az is kiderül, hogy a lány nagy vasútrajongó: örömmel látja, és fel is ismeri azt a sok régi vasúti tárgyat, amit az állomásfőnök az évek során felhalmozott magánál. Ekkor azonban váratlan fordulat történik: kiderül, hogy a három lány valójában egy, és méghozzá nem más, mint maga Otomacu régen meghalt kislánya, Jukiko, aki ilyen „szellem” formájában azért jött el többször is, hogy megmutathassa apjának, milyen lett volna, ha életben marad. Az apa nagyon meghatódik, és elmondja a lánynak, hogy ő boldogan élte le az életét, de az állomás (időközben biztossá vált) bezárása után nem tudna mit kezdeni, ezért most már nyugodtan meghalhat bármikor.
Nem derül ki, mi történt ezután, de másnap reggel a havas peronon fekve holtan találják Otomacut. Koporsóját felteszik a régi vonatra, és elindulnak vele valahova.
|  | Itt a vége a cselekmény részletezésének! |

## Szereplők
- Takakura Ken ... Szató Otomacu, az állomásfőnök
- Ótake Sinobu ... Sizue
- Hiroszue Rjóko ... a nagylány
- Kobajasi Nendzsi ... Szen
- Josioka Hidetaka ... Hideo

## Forgatási helyszín
A filmben megjelenő Horomai város és állomás valójában nem létezik, a felvételek a Hokkaidó szigetén található Ikutora állomáson készültek.

## Díjak és jelölések
| 2000 | A japán filmakadémia díja           | Legjobb film                  |                               | Elnyerte |
| 2000 | A japán filmakadémia díja           | Legjobb rendező               | Furuhata Jaszuo               | Elnyerte |
| 2000 | A japán filmakadémia díja           | Legjobb férfi színész         | Takakura Ken                  | Elnyerte |
| 2000 | A japán filmakadémia díja           | Legjobb színésznő             | Ótake Sinobu                  | Elnyerte |
| 2000 | A japán filmakadémia díja           | Legjobb férfi mellékszereplő  | Kobajasi Nendzsi              | Elnyerte |
| 2000 | A japán filmakadémia díja           | Legjobb forgatókönyv          | Ivama Josiki, Furuhata Jaszuo | Elnyerte |
| 2000 | A japán filmakadémia díja           | Legjobb operatőr              | Kimura Daiszaku               | Elnyerte |
| 2000 | A japán filmakadémia díja           | Legjobb világítás             | Vatanabe Micuo                | Elnyerte |
| 2000 | A japán filmakadémia díja           | Legjobb hang                  | Benitani Kenicsi              | Elnyerte |
| 2000 | A japán filmakadémia díja           | Legjobb női mellékszereplő    | Hiroszue Rjóko                | Jelölés  |
| 2000 | A japán filmakadémia díja           | Legjobb szerkesztés           | Szaitó Kijoaki                | Jelölés  |
| 2000 | A japán filmakadémia díja           | Legjobb zene                  | Kunijosi Rjóicsi              | Jelölés  |
| 2000 | A japán filmakadémia díja           | Legjobb művészeti rendezés    | Fukuzava Kacuhiro             | Jelölés  |
| 1999 | Ázsiai–Csendes-óceáni filmfesztivál | Legjobb férfi színész         | Takakura Ken                  | Elnyerte |
| 1999 | Ázsiai–Csendes-óceáni filmfesztivál | Legjobb operatőr              | Kimura Daiszaku               | Elnyerte |
| 1999 | Ázsiai–Csendes-óceáni filmfesztivál | Legjobb film                  |                               | Jelölés  |
| 2000 | Jokohamai filmfesztivál             | Legjobb férfi színész         | Takakura Ken                  | Elnyerte |
| 2000 | Kék Szalag-díj                      | Legjobb férfi színész         | Takakura Ken                  | Elnyerte |
| 2000 | Kinema Dzsunpó-díj                  | Legjobb férfi színész         | Takakura Ken                  | Elnyerte |
| 2000 | Kinema Dzsunpó-díj                  | Közönségdíj a legjobb filmnek |                               | Elnyerte |
| 2000 | Mainicsi-filmdíj                    | Legjobb film                  |                               | Elnyerte |
| 2000 | Mainicsi-filmdíj                    | Legjobb színésznő             | Ótake Sinobu                  | Elnyerte |
| 2000 | Mainicsi-filmdíj                    | Közönségdíj a legjobb filmnek |                               | Elnyerte |
| 1999 | Montréali filmfesztivál             | Legjobb férfi színész         | Takakura Ken                  | Elnyerte |
| 1999 | Montréali filmfesztivál             | Grand Prix des Amériques      | Furuhata Jaszuo               | Jelölés  |
| 1999 | Nikkan Szupócu-filmdíj              | Legjobb film                  |                               | Elnyerte |
| 1999 | Nikkan Szupócu-filmdíj              | Legjobb új tehetség           | Hiroszue Rjóko                | Elnyerte |